# Yaobou
Yaobou est une localité rurale dans le Sud de la Côte d'Ivoire dans la région de l'Agnéby-Tiassa. La localité de Yaobou est dans la sous-préfecture de Gomon, administrativement rattachée au département de Sikensi ,. Yaobou est un village du peuple Abidji. 